# Dirección General de Coordinación del Mercado Interior y otras Políticas Comunitarias
La Dirección General de Coordinación del Mercado Interior y otras Políticas Comunitarias de España es el órgano directivo del Ministerio de Asuntos Exteriores, Unión Europea y Cooperación, adscrito a la Secretaría General para la Unión Europea, encargado de la gestión ante las instituciones de la UE de la solicitud y notificación de ayudas públicas; del asesoramiento general sobre los temas jurídicos de la UE; de la instrucción de los procedimientos de infracción iniciados por la Comisión Europea ante el Reino de España, y de la preparación del Comité Consultivo del Mercado Interior.

## Historia
Esta dirección general se encuentra estrechamente ligada a la Dirección General de Coordinación de Asuntos Generales de la Unión Europea y, de hecho, antes de 1998 sus funciones eran ejercidas conjuntamente.
En diciembre de 1998 se crea este órgano directivo que asume competencias de la mencionada dirección general en lo relativo al mercado interior, agricultura y pesca, asuntos industriales, energéticos, de transportes y comunicaciones, de medio ambiente, de asuntos sociales, educativos, culturales, de sanidad y consumo y asuntos jurídicos. También, sobre la transposición de la legislación europea sobre los temas mencionados.
Doce años después, en 2010, estas competencias vuelven a la Dirección General de Coordinación de Asuntos Generales de la Unión Europea y se mantendrá así hasta el año 2017, cuando el ministro Alfonso Dastis vuelve a separar las funciones para ser ejercidas a través de dos órganos recuperando esta dirección general con las mismas competencias que tenía originalmente, así como con la misma estructura.

## Estructura
La Dirección General de Coordinación del Mercado Interior y otras Políticas Comunitarias se organiza en los siguientes órganos:
- La Subdirección General de Asuntos Industriales, Energéticos, de Transportes y Comunicaciones, y de Medio Ambiente, que se encarga, en el ámbito de sus competencias, del seguimiento de las actuaciones de la Unión Europea en sus diversas políticas, el seguimiento y la coordinación de las actuaciones de los Ministerios en estas políticas y la coordinación del proceso de fijación de la posición española ante la Unión Europea en las mismas. Asimismo, asume la coordinación de la preparación de la parte relativa al Mercado Interior en el Consejo de Competitividad de la Unión Europea y de la preparación del Comité Consultivo del Mercado Interior.
- La Subdirección General de Asuntos Agrícolas, Pesqueros, Alimentarios y Marítimos, que asume el seguimiento de las actuaciones de la Unión Europea en sus diversas políticas, el seguimiento y la coordinación de las actuaciones de los Ministerios en estas políticas y la coordinación del proceso de fijación de la posición española ante la Unión Europea en las mismas, en el ámbito de los Consejos de Agricultura y de Pesca de la Unión Europea, en los temas agroalimentarios del Consejo de Mercado Interior y en los diferentes comités sobre agricultura y pesca.
- La Subdirección General de Asuntos Sociales, Educativos, Culturales, y de Sanidad y Consumo, que, en su ámbito competencial, se encarga del seguimiento de las actuaciones de la Unión Europea en sus diversas políticas, el seguimiento y la coordinación de las actuaciones de los Ministerios en estas políticas y la coordinación del proceso de fijación de la posición española ante la Unión Europea en las mismas.
- La Subdirección General de Asuntos Jurídicos, responsable de la gestión ante las instituciones de la Unión Europea de la solicitud y notificación de ayudas públicas; la coordinación, seguimiento y notificación de la transposición al derecho interno de las directivas de la Unión Europea, así como la preparación, seguimiento y coordinación de las actuaciones ante el Tribunal de Justicia de la Unión Europea, sin perjuicio de las competencias de la Subdirección General de Asuntos de la Unión Europea e Internacionales de la Abogacía General del Estado; de la instrucción de los procedimientos de infracción iniciados por la Comisión Europea ante el Reino de España, y la elaboración y coordinación de las Administraciones Públicas interesadas en las respuestas a los mismos en sus fases precontenciosas, con la colaboración de la Subdirección General de Asuntos de la Unión Europea e Internacionales de la Abogacía General del Estado; del asesoramiento general sobre los temas jurídicos de la Unión Europea, sin perjuicio de las competencias de la Subdirección General de Asuntos de la Unión Europea e Internacionales de la Abogacía General del Estado; y de la coordinación del proceso de fijación de la posición española en los grupos de trabajo del Consejo de contenido jurídico.

## Directores generales
- Cristóbal González-Aller Jurado (1998-2003)
- Miguel Fuertes Suárez (2003-2008)
- Alejandro Abellán García de Diego (2008-2010)
- Pascual Ignacio Navarro Ríos (2017-2021)[4]
- María Dolores Lledó Laredo (septiembre-diciembre de 2021)[5]
- Alejandro Abellán García de Diego (2022-2024)[6]
- Antonio Rodríguez de Liévana Sahagún (2024-presente)[7]